# Banesco
Banesco Banco Universal, C. A. es una institución financiera de capital venezolano, cuya sede principal está ubicada en las Colinas de Bello Monte en Caracas.
Banesco de acuerdo al Informe de la Junta Directiva y de los Comisarios correspondiente semestral al cierre de junio de 2023 cuenta con una red de 202 puntos de atención en todo el país, más 142.418 puntos de venta y 409 cajeros automáticos. Con casi 4 millones de clientes, actualmente es el mayor grupo bancario privado del país y el segundo de todos los bancos, cerrando 2022 con un monto total de activos de Bs. 14.343 millones (6,36% del Mercado) y un patrimonio total de Bs. 3.251 millones.

## Historia

### Cronología
Banesco Banco Universal tiene su primer eslabón en la creación de Escotet Casa de Bolsa en 1986. En el sector bancario comenzó su actividad en Venezuela en 1992 a través de la adquisición y toma de control de un banco regional denominado Grupo Bancentro, que a la postre se denominó Grupo Financiero Banesco. Desde entonces los fundadores de la institución efectuaron varias fusiones y adquisiciones de instituciones financieras en Venezuela, convirtiéndose en Banesco Banco Universal en 2002. Los principales hitos en la historia de Banesco son los siguientes:
- 1986: Se estableció la Casa de Bolsa Escotet Valores.

- 1991-1992: La empresa cambió su nombre a Banesco Casa de Bolsa la cual adquirió el Grupo de Empresas Bancentro (banco comercial, banco hipotecario, fondo de activos líquidos, arrendadora financiera y casa de cambio). El banco comercial de ese grupo hasta 1990 se llamaba Banco Financiero.

- 1992-1993: Luego del cambio de denominación, las empresas del Grupo Bancentro se identificaron como: Banesco Banco Comercial, Banesco Banco Hipotecario, Banesco Fondo de Activos Líquidos, y Banesco Arrendamiento Financiero. Adicionalmente fueron creados Banesco Fondo Mutual, Banesco Sociedad Administradora de Fondos Mutuales, Banesco Sociedad Financiera, Banesco Seguros, Banesco Banco Internacional Puerto Rico, Banesco Banco Internacional Panamá, y Banesco Mercado de Capitales. Así, comienza la expansión internacional del grupo financiero.

- 1995: Banesco se hace con gran parte de las acciones del Banco Latino, adquiriendo toda su parte operativa y sucursales.

- 1997: La Junta de Emergencia Financiera aprobó la fusión de Banesco Banco Comercial, Banesco Arrendamiento Financiero y Banesco Fondo de Activos Líquidos. Ese año, la Superintendencia de Bancos autorizó a Banesco Banco Comercial C.A. para actuar como Banco Universal. Es presentada su primera página Web. Banesco adquirió cinco entidades del Sistema de Ahorro y Préstamo de Venezuela: Bancarios, Maracay, El Porvenir, La Industrial y Caja Popular Falcón-Zulia.

- 1998: La Junta de Emergencia Financiera aprobó la unificación de las entidades de ahorro y préstamo adquiridas por Banesco en una sola estructura llamada Caja Familia Entidad de Ahorro y Préstamo.

- 2000: El 23 de marzo de 2000 se aprobó la fusión por absorción de La Primera Entidad de Ahorro y Préstamo por parte de Caja Familia Entidad de Ahorro y Préstamo. Ese mismo año, adquiere al Banco Unión para al año siguiente consumar su fusión definitiva.

- 2001: Este año se realiza la más grande fusión en el sistema financiero venezolano: Caja Familia Entidad de Ahorro y Préstamo, Banco Unión (fundado en 1946), Crédito Unión C.A. y Banesco Inmuebles y Valores dan origen a Unibanca Banco Universal. La fusión se consumó el 12 de febrero de 2001.

- 2002: Finaliza el proceso de fusión al unirse Banesco y Unibanca, dando origen al nuevo Banesco Banco Universal cuyo logotipo es de la ahora desaparecida Unibanca. Banesco pasa a ubicarse en los puestos de liderazgo entre la banca privada en Venezuela.[6]

- 2008: Banesco inició una campaña de ahorro, para darle la iniciativa a los usuarios del banco de realizar este objetivo, de ahí apareció un personaje representativo de la banca, Baneskín.

### Internacionalización
El proceso de internacionalización de la marca Banesco comenzó en el período 1992-1993, con la fundación de un banco en Panamá y otro en Puerto Rico, cada uno con licencia internacional. Desde entonces se ha incrementado su presencia fuera de Venezuela, estableciéndose en Estados Unidos (solamente en el estado de Florida), Panamá, República Dominicana, Colombia y España. Se tiene la intención de seguir consolidando su presencia en el mercado Hispanoamericano.
En abril de 2013, Banesco adquirió el 44,73% de Banco Etcheverría a NCG Banco, heredero de los activos financieros de Caixa Galicia, así como parte de la participación de la familia Etcheverría. De esta manera, el 69,74% del capital social de Banco Etcheverría pasó a ser propiedad de la entidad venezolana. Además, el presidente de Banesco, Juan Carlos Escotet, fue nombrado vicepresidente del consejo de administración de Banco Etcheverría.
El 18 de diciembre de 2013, se anunció que Banco Etcheverría, filial de Banesco, era el vencedor de la subasta de NCG Banco en la primera fase de la misma tras una oferta de 1.003 millones de euros, sin ayudas públicas excepto unas garantías adicionales de 275 millones. De esta manera, compró el 88,33% del capital de NCG Banco que estaba en manos del Fondo de Reestructuración Ordenada Bancaria (FROB) y el Fondo de Garantía de Depósitos (FGD).28
El 1 de diciembre de 2014, NCG Banco, S.A. cambió su denominación social por Abanca Corporación Bancaria, S.A.

### Intervención durante el gobierno de Nicolás Maduro
El día 3 de mayo de 2018, en horas de la mañana, fue instalada la Junta Administradora de Banesco Banco Universal, C.A. en su sede principal en Caracas durante nueve meses, de conformidad con el artículo 3 del Decreto de Estado de Excepción y Emergencia Económica n.º 3.239 de fecha 9 de marzo de 2018 y conforme al contenido del Decreto n.º 2.695 publicado en Gaceta Oficial de la República Bolivariana de Venezuela n.º 41.082 del 25 de enero de 2017.
La Junta Administradora en compañía de la Superintendencia de las Instituciones del Sector Bancario, hizo acto de presencia en la sede de Banesco Banco Universal, C.A y fue recibido en un ambiente de cordialidad, cooperación y colaboración por los miembros de la Junta Directiva de Banesco Banco Universal, C.A para formalizar la notificación del procedimiento administrativo. Este proceso tiene el objetivo de preservar los intereses de la República.
El vicepresidente Tarek El Aissami acusó a la entidad bancaria de no efectuar comprobaciones de domicilio de sus clientes, asegurando que Banesco no reportó a la Superintendencia de las Instituciones del sector Bancario (Sudeban) a aquellos clientes cuyos movimientos bancarios no corresponden a sus perfiles financieros y que se relacionan con compra y venta de divisas, la mayoría provenientes de Cúcuta. Más de 1.133 cuentas bancarias de 19 bancos nacionales fueron suspendidas a través de la denominada "Operación Manos de Papel", de las cuales 90 por ciento pertenecientes a Banesco. 
La Operación Manos de Papel fue anunciada el 17 de abril de 2018 por el vicepresidente Tareck El Aissami y tenía como objetivo parar actividades consideradas desestabilizadoras de la economía, por el gobierno nacional.   
La noche del 2 de mayo de 2018, el presidente y demás directivos de Banesco Banco Universal fueron citados a declarar ante la Dirección General de Contrainteligencia Militar, siendo detenidos más tarde el 3 de mayo. El fundador de Banesco y presidente de Banesco Internacional, Juan Carlos Escotet, informó este iría a Venezuela para aclarar la situación después de que el Ministerio Público dictara órdenes de detención sobre once de sus directivos, asegurando que cooperaron en dar la información de las cuentas solicitadas por las autoridades, las cuales fueron bloqueadas al iniciar las averiguaciones, y señaló al gobierno de actuar de manera desproporcionada.
El fundador de Banesco y presidente de Banesco Internacional, Juan Carlos Escotet, comunicó que Banesco siempre ha actuado apegado a la legalidad y siempre ha sido respetuoso de las leyes venezolanas. Desde el primer momento la entidad financiera ha cumplido a cabalidad y oportunamente con la entrega de información que ha sido requerida por las autoridades. Escotet afirmó que la Unidad de Prevención y Control de Legitimación de Capitales y Financiamiento al Terrorismo es reconocida por sus prácticas y resultados, por el mayor número de casos reportados a la autoridad. Banesco vela por los intereses de 8 millones de clientes, y por el 40% de las operaciones de medios de pago que se realizan en el país. Uno de los principales métodos de control en uso es el de establecimiento de patrones. Cuando el comportamiento de una cuenta coincide con alguno de los patrones, inmediatamente el caso se reporta a las autoridades competentes. Asimismo afirmó que, ni Banesco ni la banca venezolana, se benefician de la actividad de esas cuentas: no producen beneficios de ninguna índole, ni tampoco lucro alguno.
Al día siguiente, el gobierno del Presidente Nicolás Maduro anunció mediante un comunicado oficial de la Superintendencia de las Instituciones del sector Bancario (Sudeban), la intervención de Banesco por un plazo de 90 días tras la detención de los once directivos, designando a una junta administradora presidida por la viceministra de finanzas, Yomana Koteich. Los directivos hombres fueron trasladados al Centro de Formación del Hombre Nuevo “Simón Bolívar”, un anexo a la antigua cárcel conocida como La Planta; mientras que las tres mujeres del grupo fueron enviadas al Internado Nacional de Orientación Femenina (Inof).
Como respuesta a la medida Juan Carlos Escotet llamó a una rueda de prensa en la que explicó, según su percepción, los detalles de lo que estaba ocurriendo.
Según la Resolución N.º 009.19, publicada en la Gaceta Oficial Extraordinaria N.º 6.431, de fecha 27 de febrero de 2019, se levanta a partir del 28 de febrero de 2019 la medida de intervención especial dictada a la sociedad mercantil Banesco Banco Universal, C.A.

### Reconversión monetaria en Venezuela
Banesco Banco Universal, institución financiera de capital 100% venezolano, anunció la culminación de las pruebas y procesos de certificación interna en materia de Reconversión Monetaria, siendo la primera entidad bancaria que culminó el proceso de forma exitosa, ajustándose a la medida que entró en vigencia a partir del lunes 20 de agosto de 2018 y que comprende la modificación total del cono monetario vigente.
La entidad financiera informó que sus servicios de Banca Digital: BanescOnline, Banesco Móvil, Banesco PagoMóvil, cajeros automáticos, Puntos de venta y Banca Telefónica están funcionando con total operatividad y normalidad.
Desde el anuncio de la medida el 22 de marzo de 2018, la organización inició un plan de trabajo que se cumplió en su totalidad. Así mismo, se respetó la planificación establecida para adecuar sus sistemas contables así como su plataforma tecnológica. Durante el fin de semana, previos a la reconversión monetaria, se intervinieron y ajustaron los procesos tecnológicos finales para poner en vigencia el nuevo cono monetario. Banesco se mantiene como pionero en la transformación digital como modelo de negocio para dar respuesta a las necesidades de clientes y usuarios.

## Directores
La Junta Directiva de Banesco está integrada, al momento de escribir esta sección, por:
- Presidente de la Junta Directiva: Marco Tulio Ortega Vargas
- Presidente Ejecutivo: Carlos Millán
- Director: Miguel Ángel Marcano
- Director: Carlos Alberto Escotet Alviárez
- Director: Emilio Durán Ceballos
- Director: Carlos Eduardo Escotet Alviárez

## Banca Comunitaria Banesco
Banca Comunitaria Banesco nació con el objetivo de atender la demanda de servicios y productos financieros de las personas y sectores no bancarizados, especialmente de quienes viven y tienen negocios en las zonas populares. Actualmente cuenta con 27 Agencias Comunitarias en todo el país y 81 comercios con atención personal (Barras de Atención) y 164 corresponsales no bancarios (POSWEBs).

## Empresas que forman parte del Grupo Banesco

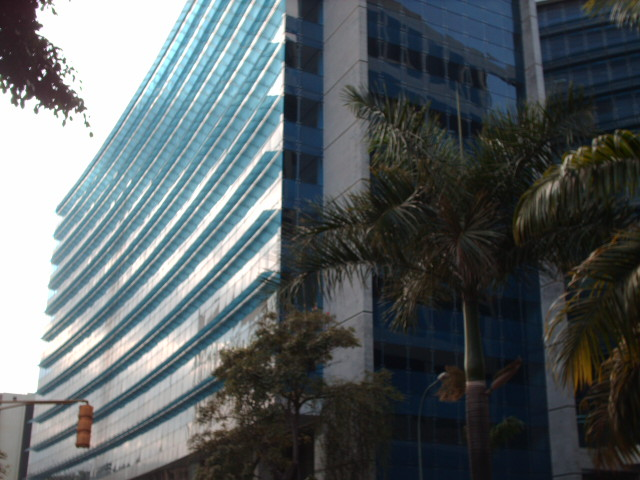
Sede de Seguros Banesco.

Las siguientes empresas forman parte de Banesco Grupo Financiero Internacional; cada una de ellas opera de manera independiente y según las legislaciones de cada país:
- Banesco Seguros[22]
- Banca Comunitaria Banesco
- Banesco Panamá[23]
- Banesco República Dominicana[24]
- Banesco USA[25]
- TodoTicket[26]
- nativa Holding Medios de Pago[27]
- Abanca,[28] antigua Novagalicia Banco

## Sedes
El banco posee participación en todo el país con 202 sucursales bancarias. De las sedes que se detallan a continuación, las dos primeras son las que pertenecen a Banesco en la actualidad:

### Ciudad Banesco
Es el edificio donde se encuentran las oficinas centrales, en el Área Metropolitana de Caracas, en la instalación donde antiguamente estuvo la tienda por departamentos Sears Roebuck de Venezuela, hasta que esta se retiró del país y fue adquirida por otra tienda por departamentos llamada Maxy's. Banesco adquirió el inmueble y en 2004 lo reinauguró bajo un concepto basado en el aprovechamiento de espacios horizontales y abiertos lo cual permite mantener las celdas operativas totalmente cercanas.
Gracias a los cambios realizados, Ciudad Banesco se convirtió en un edificio ecológico pues se usaron materiales que no afectan el entorno. Ciudad Banesco recibió el Premio Anual Construcción 2004, otorgado por la Cámara Venezolana de la Construcción.

### Torre Banesco
Es una instalación que consiste en dos edificios localizados en Caracas, en el sector de El Rosal, ambos edificios funcionaron como sede principal de Banesco hasta 2004 cuando trasladó su sede principal a Ciudad Banesco, aunque todavía funciona como edificio de oficinas del banco. Es uno de los rascacielos más altos de la urbanización El Rosal en el Área Metropolitana de Caracas. La torre fue diseñada por la arquitecta judía Celina Bentata.

### Sede de la Esquina El Chorro
Esta torre está ubicada en la Avenida Universidad, en el centro de Caracas. Fue construida entre 1982-83 e inaugurada en 1984. Inicialmente se denominó Torre Unión, propiedad de la antigua entidad bancaria Banco Unión que tras la fusión con Caja Familia (del grupo Banesco) se transformó en Unibanca. Tras finalizar la fusión con Banesco, la torre fue vendida al Estado venezolano. Actualmente funciona como la sede del Ministerio de Educación Universitaria, Ciencia y Tecnología.
Sus antiguas bóvedas, donde estaba el Banco Unión, se han convertido en una imprenta y depósitos de libros gratuitos de los distintos entes gubernamentales, también es sede de la Fundación Impresa Cultural y sede anexa de la Imprenta Nacional (donde emite la Gaceta Oficial de la República Bolivariana). Contiguo a la entrada principal hay una plazoleta que antes se denominaba "Plaza Unión", a mediados del año 2000 se cambió a "Plaza Unibanca"; y tras concretar la compra de ese edificio por parte del gobierno venezolano se cambia el nombre a "Plaza de Los Saberes".

### Sede delbulevar de Sabana Grande
Ubicada en el bulevar de Sabana Grande, Edificio Banco Unión. Fue la sucursal del Este de Caracas hasta su intervención en los años noventa, pasando a ser propiedad de Banesco hoy en día. El actual presidente de Banesco trabajó en el Banco Unión cuando era adolescente. Los arquitectos de este edificio fueron Emile Vestuti, Carlos Guinand y Moisés Benacerraf. El edificio es considerado patrimonio de Caracas.

## Biblioteca Digital Banesco
El banco venezolano recibió doble reconocimiento en la Feria Internacional del Libro de la Universidad de Carabobo (FILUC) de 2023, por el desarrollo de su Biblioteca Digital Banesco. Con más de 50 títulos, la Biblioteca Digital Banesco abarca desde prosa, poesía y ensayo, a textos sobre periodismo e historia que ha llevado adelante desde el Fondo Editorial Banesco y en alianza con otras editoriales venezolanas como Editorial Equinoccio de la Universidad Simón Bolívar, Editorial Dahbar, REescrbir y Oscar Toddman Editores.